# Сокульський повіт
Сокульський повіт (пол. powiat sokólski) — один з 14 земських повітів Підляського воєводства Польщі.
Утворений 1 січня 1999 року в результаті адміністративної реформи.

## Загальні дані
Адміністративний центр — місто Сокулка.
Станом на 1.01.2008 населення становить 71 543 осіб, площа 2054,51 км².

## Демографія
Демографічні дані повіту станом на 30.06.2005:
|       | Всього | Всього | Жінки  | Жінки | Чоловіки | Чоловіки |
| ----- | ------ | ------ | ------ | ----- | -------- | -------- |
|       | осіб   | %      | осіб   | %     | осіб     | %        |
| Повіт | 73 027 | 100    | 36 929 | 50,6  | 36 098   | 49,4     |
| Міста | 27 442 | 100    | 14 162 | 51,6  | 13 280   | 48,4     |
| Села  | 45 585 | 100    | 22 767 | 49,9  | 22 818   | 50,1     |

## Виноски
1. ↑  Населення, площа та густота за даними Центрального статистичного офісу Польщі. Powierzchnia i ludność w przekroju terytorialnym w 2007. .